# Полуштоф

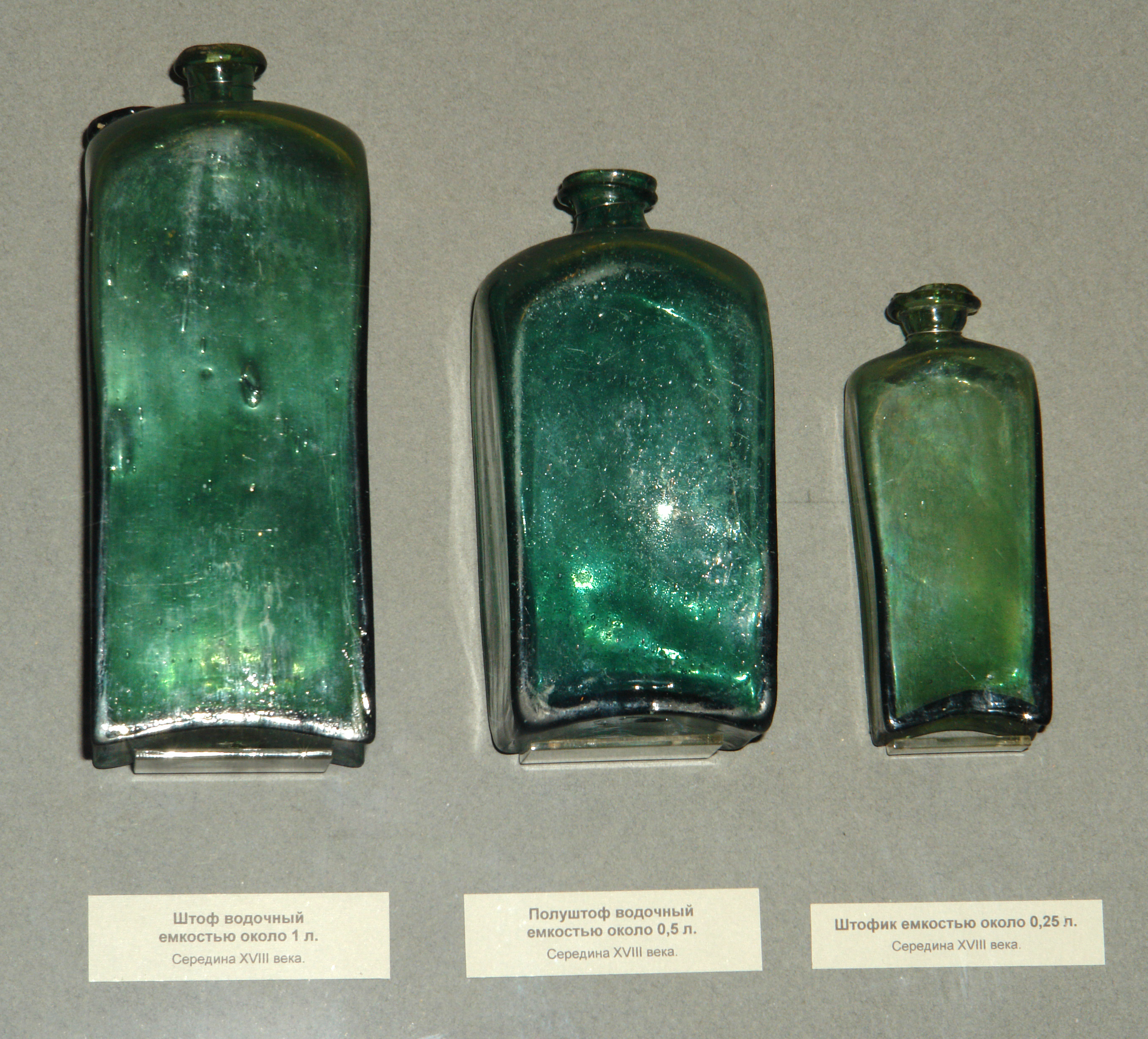
Водочные штоф, полуштоф и штофик, XVIII век
(Музей воды, Санкт-Петербург)

Полушто́ф, полшто́ф, полшто́фа́ (устар.; от нем. Stof «большой бокал, чаша») — устаревшая русская единица измерения объёма жидкости, равная ½ штофа. Как правило, использовался десятериковый штоф, половина которого составляла 0,61495 л, но иногда применялся и осьмериковый (0,7686875 л). Единица использовалась, преимущественно, в трактирах для измерения количества вина и водки. Также полуштофом называли бутыль или другую ёмкость объёмом в ½ штофа.
1 полуштоф (½ десятерикового штофа) = 1 водочной бутылке = 0,61495 л.
1 полуштоф (½ осьмерикового штофа) = 1 винной бутылке = 0,7686875 л.